# 西奥多·布鲁斯特·泰勒
西奥多·布鲁斯特·泰勒（英語：Theodore Brewster "Ted" Taylor，1925年7月11日—2004年10月28日），出生于墨西哥，是美国的物理学家，主要研究核能。